# 로젠보리 백작 크리스티안
로젠보리 백작 크리스티안(Count Christian of Rosenborg, 1942년 10월 22일 ~ 2013년 5월 21일)은 덴마크 왕실의 일원이었다. 1947년 덴마크 왕자 크리스티안으로 태어난 그는 1953년 여성의 왕위 계승을 허용하는 헌법이 개정될 때까지 왕위 계승 서열 3위를 차지했고, 그의 사촌인 마르그레테와 그녀의 두 여동생들보다 왕조의 분파를 뒤쳐지게 했다. 그는 이후 평민과 결혼하기 위해 자신의 왕자 지위와 왕위에 대한 권리를 포기했다.
그는 소르겐프리 궁전에 있는 덴마크 왕립 해군의 전쟁 대위였다.

## 참고 문헌
- Bramsen, Bo (1992). 《Huset Glücksborg. Europas svigerfader og hans efterslægt.》 [The House of Glücksburg. The Father-in-law of Europe and his descendants] (덴마크어) 2판. Copenhagen: Forlaget Forum. ISBN 87-553-1843-6.